# Sclerurus
Sclerurus é um gênero de aves da família Furnariidae.

## Espécies
- Sclerurus mexicanus Sclater, PL, 1857
- Sclerurus rufigularis  Pelzeln, 1868
- Sclerurus albigularis Sclater, PL & Salvin, 1869
- Sclerurus caudacutus (Vieillot, 1816)
- Sclerurus scansor (Ménétries, 1835)
- Sclerurus guatemalensis (Hartlaub, 1844)